# Arcizans-Dessus
Arcizans-Dessus település Franciaországban, Hautes-Pyrénées megyében. Lakosainak száma 115 fő (2022. január 1.). Arcizans-Dessus Salles, Bun, Gaillagos és Arras-en-Lavedan községekkel határos.

## Népesség
A település népességének változása:
| Lakosok száma | 101  | 107  | 124  | 127  | 125  | 121  | 118  | 114  | 114  | 115  |
|               | 2010 | 2013 | 2015 | 2016 | 2017 | 2018 | 2019 | 2020 | 2021 | 2022 |